# سفينة ريفير انوكيت
سفينة ريفير انوكيت MS River Anuket (المعروفة أيضًا باسم Asara )  هي سفينة سياحية من فئة River Anuket مملوكة لشركة هولاند أمريكا لاين وتديرها.

## فيروس كورونا
في 6 مارس 2020 أثناء جائحة كوفيد-19 على متن السفن السياحية ، أكدت وزارة الصحة المصرية ومنظمة الصحة العالمية 12 حالة إصابة جديدة بفيروس سارس-كوف-2 . وكان المصابون من بين الموظفين المصريين الذين كانوا على متن السفينة المتجهة من أسوان إلى الأقصر . جميع الذين ثبتت إصابتهم بفيروس SARS-CoV-2 لم تظهر عليهم أي أعراض للمرض. وبحسب الاختبارات، انتشر الفيروس من سائحة تايوانية أمريكية كانت على متن السفينة.

## الاستجابة
في 7 مارس أعلنت السلطات الصحية في مصر أن 45 شخص على متن السفينة ثبتت إصابتهم بالفيروس، وأن السفينة وُضعت في الحجر الصحي في رصيف بالأقصر. في 9 مارس، ظهرت أول حالة دولية من سفينة الرحلات البحرية بعد عودة مواطن أمريكي إلى منزله واختباره إيجابي لفيروس سارس كوف 2.